# Texara pallitarsula
Texara pallitarsula är en tvåvingeart som beskrevs av Yang 1999. Texara pallitarsula ingår i släktet Texara och familjen barkflugor. Inga underarter finns listade i Catalogue of Life.